# Øravíkarlíð
Øravíkarlíð este un oraș din Insulele Faroe.